# Hrabství Tyrone
Hrabství Tyrone (anglicky County Tyrone, irsky Contae Tír Eoghain či Thír Eoghain a skotsky Coontie Tyrone) je severoirské hrabství, patřící do bývalé provincie Ulster. Sousedí s hrabstvími Fermanagh, Armagh a irským hrabstvím Monaghan na jihu, s hrabstvím Londonderry na severu a s irským hrabstvím Donegal na západě. Přes Lough Neagh sousedí také s hrabstvím Antrim.
Hlavním městem hrabství je Omagh. Hrabství má rozlohu 3263 km² a žije v něm přibližně 178 tisíc obyvatel.
Hrabstvím protéká řeka Foyle, která tvoří přirozenou hranici s Irskem.